# Моторхед
Моторхед (на английски: Motörhead) е британска рок група, създадена през 1975 г. от вокалиста и баскитарист на групата Леми Килмистър.
Моторхед са смятани за една от най-важните групи, причислявани към явлението наречено – Нова вълна в британския хевиметъл (НВБХМ). Форматът на формацията през повечето години е трио (китара-бас-барабани) с изключение на периода 1984 – 1995 г., когато е включен втори китарист. Комерсиалният успех идва в началото на 1980–те, когато няколко от издадените сингли попадат в британската класация „Топ 40“. Албумите Overkill, Bomber, Ace of Spades и особено концертния No Sleep 'til Hammersmith, утвърждават репутацията на Моторхед, като една от водещите британски рок групи.
Обикновено определяни стилистично като хевиметъл, добавянето на пънк звучене повлиява за по-късното оформяне на самостоятелните стилови разклонения като спийд и траш метъл. Водачът на групата Леми Килмистър обаче не харесва закачането на стилови етикети и предпочита да описва музиката си просто като рокендрол. Което и е водещо за групата от създаването и до наши дни. Текстовете на бандата обхващат теми, като войната, доброто срещу злото, корупцията, злоупотребата с властта, уопотребата на наркотици и живота на път. Знакът на групата е създаден през 1977 г. от артиста Джо Петано за обложката на албума „Motörhead“.
Моторхед са поставени на 26-а позиция в листата на VH1 „100 най-велики артисти в хардрока“.
Групата се разпада официално на 31 декември 2015 г., 2 дни след смъртта на Леми.

## История

### Дебют(1975 – 1977)
Всичко започва с изхвърлянето на Леми Килммистър от групата „Hawkwind“ заради употребата, според него, на „неподходящи наркотици“. Всъщност той е задържан на американо-канадската граница поради притежание на амфетамини и е задържан за 5 дена, което води до анулиране на няколко шоута на групата. Останалите членове на „Hawkwind“ плащат гранцията му, за да може турнето да продължи, но в края на следващия концерт той е уволнен.
Леми решава да сформира своя собствена група, наречена „Bastard“ (в превод „копеле“), но Дъглас Смит, тогава мениджър на групата, убеждава Килмистър да промените името ѝ с довода, че банда с подобно заглавие никога няма да свири в Top Of The Pops. Леми решава да заеме името на последното парче, което композира с „Hawkwind“ – „Motörhead“. Това е остарял американски термин за човек, който злоупотребява със спийд (амфетамини). Основната цел на групата според Килммистър е да се забива „опростена и примитивна музика, която е шумна, бърза, параноична и традициите на наркотичния рокендрол...“. За китарист е ангажиран Лари Уолис (екс „Pink Fairies“), а на барабаните – Лукас Фокс от „Batterie10“. Първият концерт на групата е като подгряващи за „Greenslade“ в Roundhouse в Лондон на 20 юли 1975 г. На 19 октомври същата година, макар че има зад гърба си само дванадесет шоута, бандата подгрява за Blue Oyster Cult в „HMV Hammersmith Apollo“ в Лондон.
Групата подписва с United Artists. Започват да записват с продуцента Дейв Едмъндс. Лейбълът обаче не е доволен от записаните песни и отначало отказва да ги издаде, въпреки това ги издава като On Parole през 1979 г., след частичния успех дотогава на Моторхед. През март 1976 г. Леми решава, че му е нужен още един китарист. В бандата пристига Еди Кларк. Така в наши дни триото Леми, Кларк и Тейлър се счита за „класическия“ състав на Моторхед. През декември е записан сингълът „Leaving Here“ за Stiff Records, но United Artists се намесва и предотвратява излизането му с мотиви, че групата все още има договор с тях, въпреки отказът да издаде техния албум. Първоначалните реакции към бандата са негативни, като те печелят анкета за „най-добрата-лоша банда на света“ на музикалното списание NME.
Към април 1977 г., живеещи със слабо признание към труда си, Тейлър и Кларк напускат. След разговори обаче, те се връщат за концерт в Marquee Club в Лондон. Леми се запознава с Тед Керъл от Chiswick Records и го моли да му даде назаем преносимо студио за записи. Керъл не успява, но след два дни предлага на Леми заедно с продуцента Спиди Кийн да запишат сингъл. Моторхед се възползват от предложението и го записват заедно с 11 недовършени песни. Керъл им дава още няколко дни в Olympic Studios да запишат вокалите и групата успява да завърши 13 песни за албум. Дебютният албум Motörhead излиза през август 1977 г. и се задържа на 43-то място в британските класации. През август същата година Тони Секунда става мениджър на бандата. През март 1978 г. Кларк и Тейлър напускат и създават The Muggers, заедно със Спиди Кийн и Били Рат.

### Път към успеха: „Overkill“ и „Bomber“(1978 – 1979)
През юли 1978 г. групата се връща при бившия си мениджър Дъглас Смит, който сключва сингъл сделка с Bronze Records. Песента „Louie Louie“ излиза през септември и заема 68-о място в класациите. Motörhead е преиздаден на бял винил от EMI Records. Успешната песен удължава техния договор и групата влиза в студио да запише нов албум. Записите са в Roundhouse Studios с продуцента Джими Милър. Overkill е издаден на 24 март 1979 г. и става първият албум на Моторхед, който влиза в топ 40, като заема 23-то място. През юли и август групата работи по следващия си албум, Bomber. Той излиза на 27 октомври и заема 12-о място в класациите. Следва европейско турне със Saxon. По същото време, United Artists се възползват от популярността на групата и издават On Parole, който съдържа записи от 1975 – 1976 г. На 8 май 1980 г. излиза EP-то The Golden Years, което се продава по-добре от всичко на Моторхед, заемайки 8-о място в класациите.

### „Ace of Spades“ и „Iron Fist“(1980 – 1982)
През август и септември 1980 г. групата записва в Jackson's Studios с Вик Мейл. Песента „Ace of Spades“ излиза на 27 октомври 1980 г., предхождайки албумът Ace of Spades, който е издаден на 8 ноември. Самата песен се превръща в най-разпознаваемата за Моторхед. От април до юли 1981 г., Моторхед е на турне за пръв път в Северна Америка като подгряващи на Ози Озбърн, който е бил уволнен от Black Sabbath. През ноември започва европейско турне заедно с Tank. Между 26 и 28 ноември 1982 г. Моторхед записва в Ramport Studios първия изцяло продуциран албум от тях. На 17 април излиза Iron Fist, който заема 6-о място. Той е и последен в състав: Леми, Кларк и Тейлър.

### „Another Perfect Day“ и „No Remorse“(1982 – 1984)
Кларк напуска, като последствие от записа на „Stand By Your Man“, кавър версия на класиката на Тами Уайнет, в сътрудничество с Уенди О. Уилямс и Плазматикс. Кларк смята, че песента компрометира принципите на групата, и отказва да свири повече, след това той формира негова група – Fastway. Леми и Тейлър отправят многобройни телефонни разговори, за да намерят китарист, включително с Брайън Робъртсън, бивш такъв на Thin Lizzy, който записва соло албум в Канада. Той се съгласява да помогне и завършва турнето с тях. Робъртсън подписва за един албум, в резултат на което „Another Perfect Day“ е записан през 1983 г., както и двата сингъла от него, „Shine“ и „I Got Mine“.
През юни и юли групата свири на пет дати в Япония, а от средата на октомври до средата на ноември прави европейско турне. От края на май до началото на юли, групата провежда „Another Perfect Tour“, последвано от турне между юли и август, както и друго европейско турне през октомври и ноември. Робъртсън започва да предизвиква търкания в групата, в резултат на неговото облекло, състоящо се от шорти и балетни обувки, а освен това, със своя упорит отказ да свири по старите стандарти, които всеки Motörhead фен очаква да чуе. Това довежда до приятелско споразумение, при което Робъртсън да се оттегли, след като изпълни последния си ангажимент с групата в Берлин на 11 ноември.
След напускането на Робъртсън през 1983 г., на бандата са изпратени купища записи от цял свят от потенциални китаристи. Групата се завръща към концепцията за двойна китара чрез наемане на неизвестните Вюрцел и Фил Кембъл.
Bronze Records мислят, че новият състав няма да постигне целта си и решава да издаде компилация. Когато разбира това, Леми поема проекта, избора на песни и настоява, че Motörhead са записали четири чисто нови песни, за всяка страна на албума. По време на сесиите между 19 и 25 май 1984 г. в Britannia Row Studios, Лондон, групата записва шест песни за B-страната на сингъл и албум. Сингълът „Killed by Death“ е издаден на 1 септември и достига № 51 в класациите на Обединеното кралство, за двойния албум „No Remorse“ е издаден на 15 септември и достига сребърен диск, като ще достигне позицията от номер 14 в UK Album.
Бандата участва в съдебно дело с лейбъла си през следващите две години, вярвайки, че техните творби не са промотирани правилно и звукозаписната компания им забранява да ползват звукозаписното студио. Бандата заминава по турнета за доходи – Австралия и Нова Зеландия в края на юли до края на август, кратка обиколка на Унгария през септември.

### „Orgasmatron“ и „Rock 'n' Roll“(1986 – 1989)
От 26 март до 3 април 1986 г., групата е на турне в Германия, Холандия и Дания, а през юни, свири в Болоня и Милано в Италия. Делото с Bronze е окончателно решено в полза на групата. Ръководството на групата създава собствен лейбъл GWR Records. Записването се провежда в Master Rock Studios, Лондон и сингъла „Deaf Forever“ е издаден на 5 юли преди албума „Orgasmatron“, който излиза на 9 август. Сингълът достига № 67, а албумът достига 21-во място в британските класации.
На 16 август, групата свири на Monsters of Rock в Castle Donington и е записано от BBC Radio 1 за бъдещо петъчно Rock Show излъчване. Изпълнението приключва с прелитане на няколко немски самолета от Втората световна война. През септември бандата провежда своето „Orgasmatron“ турне във Великобритания. През октомври те са на турне в Америка, а през декември в Германия.
На 2 юли 1988 г. Motörhead са един от участниците на рок фестивала Giants of Rock в Хемеелина, Финландия. Песните са издадени на 15 октомври в албума „Nö Sleep at All“.

## В кеча
Групата създава две песни, с които Трите Хикса излиза на ринга. Това са „The Game“ и „The King Of Kings“. Междувременно през 2005 година групата създава нова специална песен за кеч отбора Еволюция (Ренди Ортън, Трите Хикса, Батиста и Рик Светкавицата), с която също излизат на ринга и тя се казва „Line In The Sand“.

## Състав
| Последни членове - Йън „Леми“ Килмистър – вокали и бас (1975 – 2015) - Фил Кембъл – китара (1984 – 2015) - Мики Дий – барабани (1992 – 2015) |  | Предишни членове - Лари Уолис – китара (1975 – 1976) - Лукъс Фокс – барабани (1975) - Фил Тейлър – барабани (1975 – 1984; 1987 – 1992) - Еди Кларк – китара (1976 – 1982) - Браян Робертсън – китара (1982 – 1983) - Вюрцел – китара (1984 – 1995) - Пит Джил – барабани (1984 – 1987) |

## Дискография
| - Motörhead (1977) - On Parole (1979) - Overkill (1979) - Bomber (1979) - Ace of Spades (1980) - Iron Fist (1982) - Another Perfect Day (1983) - Orgasmatron (1986) - Rock 'n' Roll (1987) - 1916 (1991) - March ör Die (1992) - Bastards (1993) - Sacrifice (1995) - Overnight Sensation (1996) - Snake Bite Love (1998) - We Are Motörhead (2000) - Hammered (2002) - Inferno (2004) - Kiss of Death (2006) - Motörizer (2008) - The Wörld Is Yours (2010) - Aftershock (2013) - Bad Magic (2015) - The Golden Years (1980) - Beer Drinkers and Hell Raisers (1980) - St. Valentine's Day Massacre (1981) - '92 Tour EP (1992) - No Sleep 'til Hammersmith (1981) - What's Words Worth? (1983) - Nö Sleep at All (1988) - Live at Brixton (1994) - Everything Louder than Everyone Else (1999) - Live at Brixton Academy (2003) - Better Motörhead than Dead: Live at Hammersmith (2007) - The Wörld Is Ours – Vol. 1: Everywhere Further than Everyplace Else (2011) - The Wörld Is Ours – Vol. 2: Anyplace Crazy as Anywhere Else (2012) | - No Remorse (1984) - All the Aces (1993) - The Best of Motörhead (1993) - Protect the Innocent (1997) - Deaf Forever: The Best of Motörhead (2000) - The Best Of (2000) - Over the Top: The Rarities (2000) - Tear Ya Down: The Rarities (2002) - Hellraiser: Best of the Epic Years (2003) - Stone Deaf Forever! (2003) - The Essential Motörhead (2007) - Leaving Here (1977) - Motörhead (1977) - Louie Louie (1978) - Overkill (1979) - No Class (1979) - Bomber (1979) - Ace of Spades (1980) - Iron Fist (1982) - Go to Hell (1982) - I Got Mine (1983) - Shine (1983) - Killed by Death (1984) - Deaf Forever (1986) - Eat the Rich (1987) - The One to Sing the Blues (1990) - Hellraiser (1992) - Don't Let Daddy Kiss Me (1993) - Born to Raise Hell (1994) - I Don't Believe a Word (1996) - God Save the Queen (2000) - We Are Motörhead (2000) - Kingdom of the Worm (2006) - Rock Out (2008) - Get Back in Line (2010) - I Know How to Die (2011) - Crying Shame (2013) - Thunder & Lightning and Electricity (2015) |